# Du skal ikke solde
Du skal ikke solde er en dansk stum komediefilm fra 1912 produceret af Nordisk Films Kompagni og instrueret af Eduard Schnedler-Sørensen efter manuskript af Edward Jacobsen. 
Filmen havde dansk premiere den 25. juni 1912 i Panoptikon Teatret og blev i tysktalende lande distribueret som Man darf nicht bummeln og i Storbritannien som Don't go on the Spree, ligesom filmen blev distribueret i Rusland.

## Handling
En lang, våd nat i byen koster en omgang svære tømmermænd. Det må Hr. Knold sande, da han efter få timers søvn skal i gang med dagens dont. Fra han forlader huset og indtil han vender hjem og dumper ned midt i konens kaffeselskab er hans dag fuld af genvordigheder. Det varer nok lidt før Knold skal på sold igen..

## Medvirkende
- Oscar Stribolt
- Frederik Jacobsen
- Mathilde Felumb Friis
- Jutta Lund
- Ella Sprange
- Emil Henriksen
- Maya Bjerre-Lind
- Amanda Lund
- Aage Lorentzen